# Paul Danblon
Paul Danblon, né le 25 juillet 1931 à Bruxelles et mort le 8 février 2018 à Bruxelles,, est un journaliste scientifique à la RTBF et un compositeur belge.

## Biographie
Paul Danblon est passionné de théâtre et est le président du Jeune Théâtre de l'ULB. Il collabore dès 1951 à plusieurs émissions de radio de l'INR. Licencié en chimie, en 1954, il intègre l'équipe des Carnets de l'Actualité et se spécialise ensuite dans la vulgarisation scientifique. Il sera à l'origine de nombreuses émissions scientifiques et culturelles dont La Bouteille à encre, Connaître, Examen de conscience ou Le point de la médecine.
Fin des années 1960, début des années 1970, il anime les émissions journalières de la RTB sur les missions Apollo dont l'indicatif musical était l'introduction de Ainsi parlait Zarathoustra de Richard Strauss.
Passionné par Maurice Ravel, on lui doit, avec Alain Denis, trois films documentaires pour la RTBF sur le compositeur : À la recherche de Ravel (1967), Maurice Ravel : L’homme et les sortilèges (1975), film d'une durée de 4 h 30 min (3 épisodes d'1 h 30 min), et Ravel toujours (1987). Il est membre d'honneur de l'association des Amis de Maurice Ravel.
Par ailleurs, il est compositeur et obtient à ce titre deux médailles d'argent au Concours international de composition de Moscou (1957) dont le jury était présidé par Dimitri Chostakovitch. Les œuvres primées sont son Concerto pour piano et orchestre, créé par Maria Youdina, et son Concerto pour orchestre. On lui doit notamment l'opéra Cyrano de Bergerac (1979) créé en 1980,.
Il a été adjoint à la direction (1979-1981) et plus tard (1992-1996) directeur de l'Opéra royal de Wallonie.
Passionné par Tintin, il réalise un documentaire sur Hergé, dont il est un ami, Georges Rémi dit Hergé (1983). Il est le président-fondateur d'un cercle tintinophile appelé Faculté Tryphon Tournesol de Tintinologie (FTTT).
Il est l'un des grands défenseurs de la laïcité en Belgique.
Il est marié à Tamara Danblon née Galperin, féministe, militante laïque, auteure de livres pour enfants, Petite Abeille aux Editions Dupuis.

## Ouvrages
- 150 ans de Sciences, Paul Legrain, Bruxelles, 1979
- Cent Wallons du siècle, Institut Jules Destrée, Charleroi, 1995[16]
- Au bonheur de vivre. Libres propos d'un mécréant, Éditions Complexe, Bruxelles, 1999